# Winds of Creation
Winds of Creation – debiutancki album studyjny polskiej grupy deathmetalowej Decapitated. 15 kwietnia 1999 roku w olsztyńskim Selani Studio we współpracy z Piotrem Wiwczarkiem grupa przystąpiła do nagrań debiutanckiego albumu. Wydawnictwo ukazało się 23 maja 2000 roku nakładem Wicked World/Earache Records. Wydawnictwo cieszyło się uznaniem zarówno fanów jak i krytyków muzycznych. Reedycja płyty ukazała się 8 października 2007 wraz z dodatkową płytą DVD zawierającą zapis koncertu w Rescue Rooms w Nottingham 20 grudnia 2004 roku.
Podczas sesji nagraniowej gitarzysta Wacław "Vogg" Kiełtyka zastosował gitary firmy Ran z przystawkami EMG-81 i wzmacniacz Mesa Boogie Dual Rectifier.
W lipcu 2010 roku ukazała się reedycja albumu na płycie winylowej w limitowanym do 1500 egzemplarzy nakładzie.

## Lista utworów
Opracowano na podstawie materiału źródłowego.
| Nr | Tytuł utworu        | Słowa                | Muzyka                                                             | Długość |
| -- | ------------------- | -------------------- | ------------------------------------------------------------------ | ------- |
| 1. | „Winds Of Creation” | Wojciech Wąsowicz    | Wacław Kiełtyka, Witold Kiełtyka, Marcin Rygiel, Wojciech Wąsowicz | 4:13    |
| 2. | „Blessed”           | Wojciech Wąsowicz    | Wacław Kiełtyka, Witold Kiełtyka, Marcin Rygiel, Wojciech Wąsowicz | 5:06    |
| 3. | „The First Damned”  | Wojciech Wąsowicz    | Wacław Kiełtyka, Witold Kiełtyka, Marcin Rygiel, Wojciech Wąsowicz | 5:47    |
| 4. | „Way To Salvation”  | Wojciech Wąsowicz    | Wacław Kiełtyka, Witold Kiełtyka, Marcin Rygiel, Wojciech Wąsowicz | 3:54    |
| 5. | „The Eye Of Horus”  | Wojciech Wąsowicz    | Wacław Kiełtyka, Witold Kiełtyka, Marcin Rygiel, Wojciech Wąsowicz | 5:25    |
| 6. | „Human's Dust”      | Wojciech Wąsowicz    | Wacław Kiełtyka, Witold Kiełtyka, Marcin Rygiel, Wojciech Wąsowicz | 4:50    |
| 7. | „Nine Steps”        | Wojciech Wąsowicz    | Wacław Kiełtyka, Witold Kiełtyka, Marcin Rygiel, Wojciech Wąsowicz | 5:11    |
| 8. | „Dance Macabre”     | utwór instrumentalny | Wacław Kiełtyka, Witold Kiełtyka, Marcin Rygiel, Wojciech Wąsowicz | 2:48    |
|    |                     |                      |                                                                    | 37:14   |

| Utwór dodatkowy | Utwór dodatkowy                    | Utwór dodatkowy | Utwór dodatkowy | Utwór dodatkowy |
| Nr              | Tytuł utworu                       | Słowa           | Muzyka          | Długość         |
| --------------- | ---------------------------------- | --------------- | --------------- | --------------- |
| 1.              | „Mandatory Suicide (cover Slayer)” | Tom Araya       | Jeff Hanneman   | 3:32            |

| Bonus DVD | Bonus DVD                              | Bonus DVD         | Bonus DVD                                                          | Bonus DVD |
| Nr        | Tytuł utworu                           | Słowa             | Muzyka                                                             | Długość   |
| --------- | -------------------------------------- | ----------------- | ------------------------------------------------------------------ | --------- |
| 1.        | „The Fury”                             | Wojciech Wąsowicz | Wacław Kiełtyka, Witold Kiełtyka, Marcin Rygiel, Wojciech Wąsowicz | 4:30      |
| 2.        | „Three-Dimension Defect”               | Wojciech Wąsowicz | Wacław Kiełtyka, Witold Kiełtyka, Marcin Rygiel, Wojciech Wąsowicz | 4:10      |
| 3.        | „Lying and Weak”                       | Wojciech Wąsowicz | Wacław Kiełtyka, Witold Kiełtyka, Marcin Rygiel, Wojciech Wąsowicz | 3:40      |
| 4.        | „Winds of Creation”                    | Wojciech Wąsowicz | Wacław Kiełtyka, Witold Kiełtyka, Marcin Rygiel, Wojciech Wąsowicz | 4:40      |
| 5.        | „Nihility (Anti-human Manifesto)”      | Wojciech Wąsowicz | Wacław Kiełtyka, Witold Kiełtyka, Marcin Rygiel, Wojciech Wąsowicz | 5:17      |
| 6.        | „The Negation”                         | Wojciech Wąsowicz | Wacław Kiełtyka, Witold Kiełtyka, Marcin Rygiel, Wojciech Wąsowicz | 5:29      |
| 7.        | „Perfect Dehumanisation (The answer?)” | Wojciech Wąsowicz | Wacław Kiełtyka, Witold Kiełtyka, Marcin Rygiel, Wojciech Wąsowicz | 4:58      |
| 8.        | „Sensual Sickness”                     | Wojciech Wąsowicz | Wacław Kiełtyka, Witold Kiełtyka, Marcin Rygiel, Wojciech Wąsowicz | 4:12      |
| 9.        | „Spheres of Madness”                   | Wojciech Wąsowicz | Wacław Kiełtyka, Witold Kiełtyka, Marcin Rygiel, Wojciech Wąsowicz | 5:00      |
| 10.       | „Mother War”                           | Wojciech Wąsowicz | Wacław Kiełtyka, Witold Kiełtyka, Marcin Rygiel, Wojciech Wąsowicz | 4:34      |
|           |                                        |                   |                                                                    | 46:30     |

## Twórcy
Opracowano na podstawie materiału źródłowego.
| Zespół Decapitated w składzie - Wojciech "Sauron" Wąsowicz – wokal prowadzący - Wacław "Vogg" Kiełtyka – gitara rytmiczna, gitara prowadząca - Marcin "Martin" Rygiel – gitara basowa - Witold "Vitek" Kiełtyka – perkusja |  | Produkcja - Andrzej Bomba – inżynieria dźwięku, miksowanie - Piotr Wiwczarek – produkcja muzyczna - Mariusz Kmiołek – producent wykonawczy - Bartłomiej Kuźniak – mastering - Piotr Brzozowski – zdjęcie zespołu - Pete Bridgewater, Daniel Younger, Muckspreader – realizacja DVD - Jacek Wiśniewski – okładka, oprawa graficzna |

## Wydania
| Rok  | Nr katalogowy | Format | Wytwórnia                    | Kraj   |
| ---- | ------------- | ------ | ---------------------------- | ------ |
| 2000 | WICK011       | CD     | Wicked World/Earache Records | Europa |
| 2007 | WICK011       | CD+DVD | Wicked World/Earache Records | Europa |
| 2010 | WICK011LP     | LP     | Wicked World/Earache Records | Europa |